# Aeroportul Hola
Aeroportul Hola (IATA: HOA, ICAO: HKHO) este un aeroport din Hola, Kaunti ya Tana River⁠(d), Kenya.
Situat la o altitudine de 59 m, aeroportul dispune de o singură pistă.